# Angelica tarokoensis
Angelica tarokoensis är en flockblommig växtart som beskrevs av Bunzo Hayata. Angelica tarokoensis ingår i släktet kvannar, och familjen flockblommiga växter. Inga underarter finns listade i Catalogue of Life.